# Colaciticus banghaasi
Colaciticus banghaasi is een vlindersoort uit de familie van de prachtvlinders (Riodinidae), onderfamilie Riodininae.
Colaciticus banghaasi werd in 1917 beschreven door Seitz.